# 彭克山
彭克山（Mons Penck）是月球正面的一座山岬，就位于康德陨石坑的东北、伊本·鲁世德陨石坑和阿尔泰峭壁的北面。彭克山东南是突出的西奥菲勒斯环形山和西里尔环形山、东北则是小月海-狂暴湾、西北是直径47公里的策尔纳陨石坑。
该山峰的月面坐标为南纬10.0°、东经21.6，底部直径约30公里，隆起高度4公里（13000英尺）。以德国地理学家及地质学家阿尔布雷希特·彭克（1858年至1945年）之名命名。